# Sportfreunde Wanne-Eickel 04/12
Sportfreunde Wanne-Eickel 04/12 is een Duitse voetbalclub uit Wanne-Eickel, een stadsdeel van Herne, Noordrijn-Westfalen.

## Geschiedenis
De club werd in mei 1904 opgericht als SV Unser-Fritz. In 1905 sloot SV Borussia zich bij de club aan. Op 1 maart 1906 wordt de naam gewijzigd in SV Preußen 04 Wanne. De club is aangesloten bij de West-Duitse voetbalbond en speelde in de Ruhrcompetitie. Door de Eerste Wereldoorlog werd deze opgesplitst en zo speelde de club in 1915/16 voor het eerst in de hoogste klasse van het district Gelsenkirchen-Bochum. Dit district was in drie groepen opgedeeld. Preußen werd groepswinnaar voor SC Westfalia 04 Herne en plaatste zich voor de finaleronde, waarin ze de algemene titel moesten laten aan BV Buer-Erle 08. Het volgende seizoen werd de club met het maximum van de punten groepswinnaar. In de halve finale om de titel werd SuS Schalke 1896 met 5:0 opzij gezet en in de finale versloeg de club SV Kray 04 met 3:1 na verlengingen. Er was wel geen verdere eindronde meer om de algemene Ruhr-titel. Ook in 1917/18 werd Wanne groepswinnaar, maar verloor in de finale nu van Buer-Erle. In het eerste naoorlogse seizoen moest de club naar de tweede klasse toen er weer een algemene competitie gespeeld werd. In 1920 promoveerde de club naar de hoogste klasse, die in drie groepen onderverdeeld werd. Wanne werd zevende op tien clubs, maar doordat de competitie herleid werd van drie reeksen naar één reeks degradeerde de club. In 1932 zakt de club zelfs naar de Kreisliga, en een jaar later sluit SV Viktoria Wanne zich bij de club aan.
Op 10 december 1950 sluit TB Eickel zich bij de club aan en de naam wordt nu Sportfreunde Wanne-Eickel. In 1952 promoveert de club naar de Landesliga, de derde klasse en vanaf 1955 de vierde. TB Eickel wordt opnieuw zelfstandig in 1953, maar de club blijft wel de fusienaam gebruiken. In 1960 degradeerde de club naar de Bezirksliga en na twee degradaties op rij midden jaren zestig belandt de club in de 2. Kreisliga. Sindsdien gaat de club op en neer tussen de Bezirksliga en de Kreisliga.